# Gebäude der Landwirtschaftskammer Rheinland

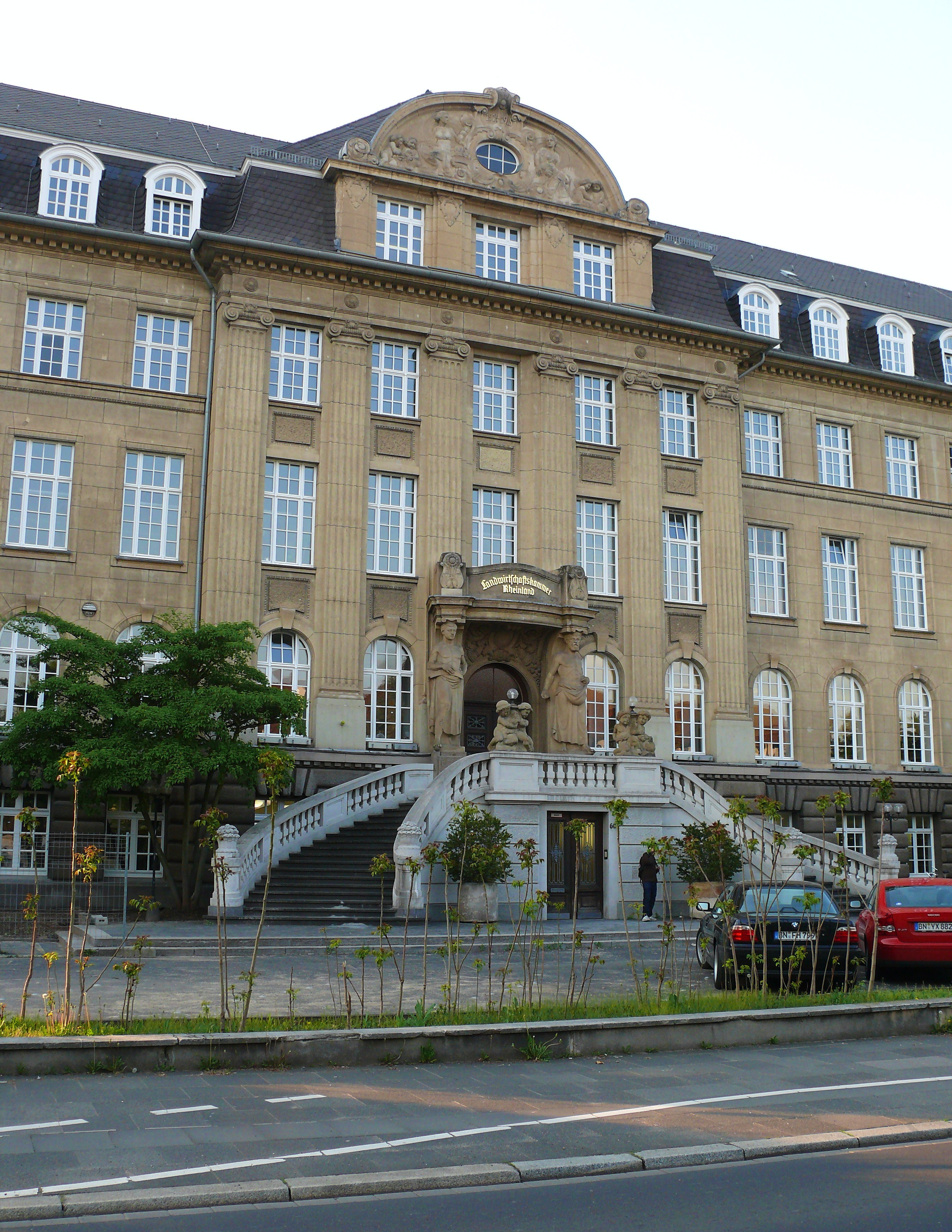
Der Eingangsbereich der Landwirtschaftskammer Rheinland in Bonn

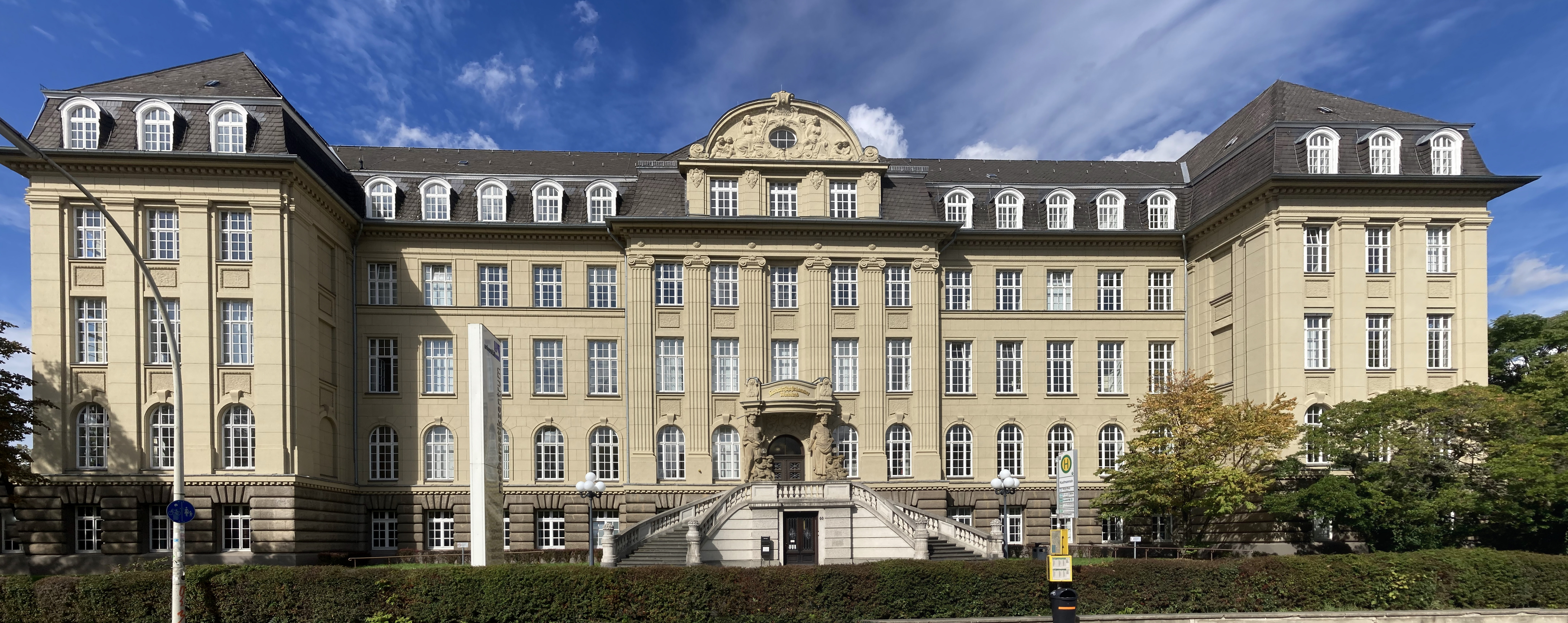
Gesamtfront zur Endenicher Allee

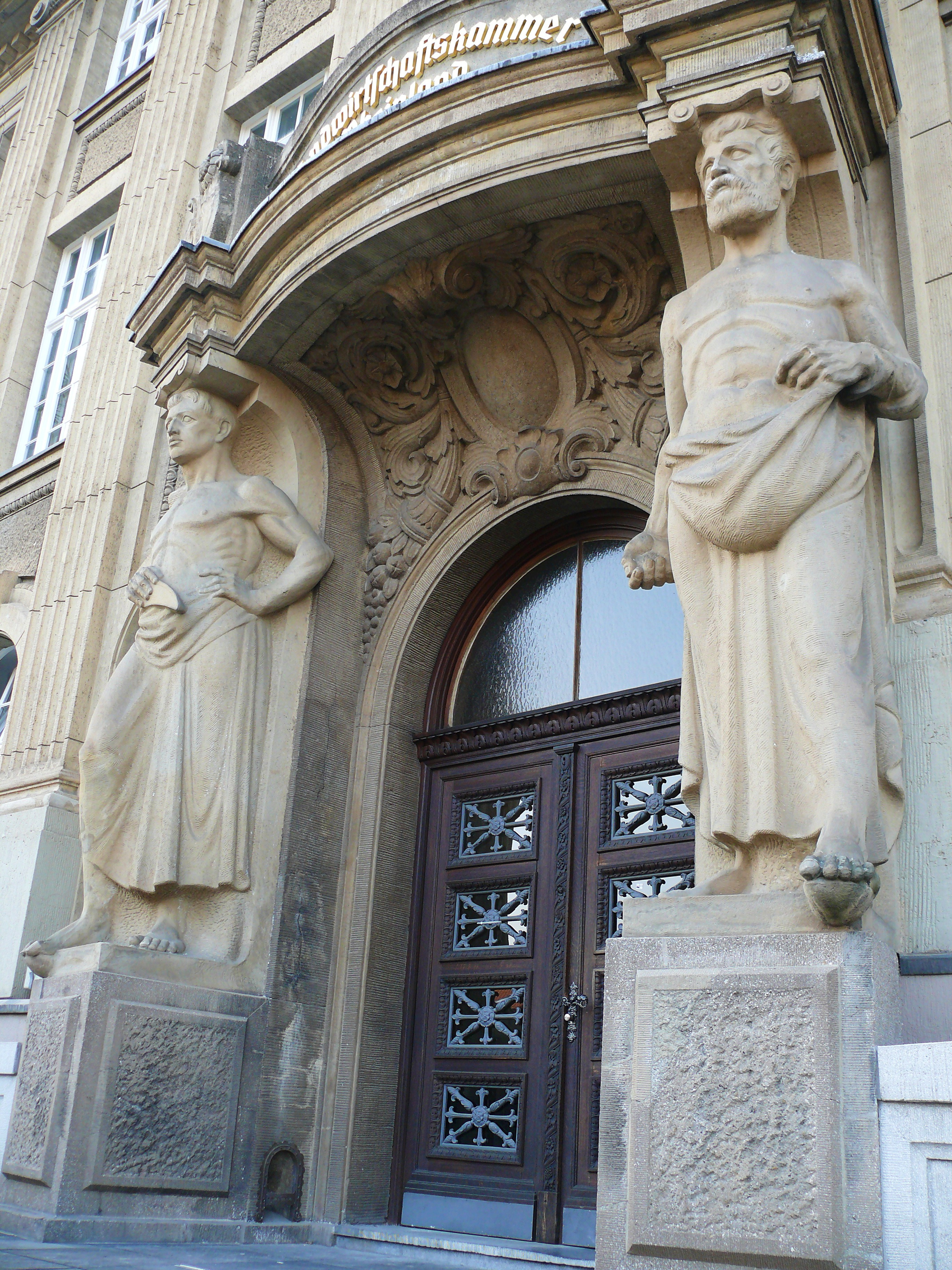
Das Portal mit den Skulpturen von Karl Menser

Das Gebäude der Landwirtschaftskammer Rheinland in Bonn ist ein neobarockes Bauwerk, das von 1915 bis 2004 von der namensgebenden Landwirtschaftskammer genutzt wurde. Es befindet sich auf der Endenicher Allee 60 in der Weststadt direkt neben dem Poppelsdorfer Teilcampus der Rheinischen Friedrich-Wilhelms-Universität, von deren mathematischen Instituten es seit 2009 genutzt wird. Seit 1984 steht das Gebäude als Baudenkmal unter Denkmalschutz.

## Geschichte
Das Gebäude entstand von 1914 bis 1915 nach einem Entwurf des damals in Bonn arbeitenden preußischen Regierungsbaumeisters Heinrich Roettgen (1863–1932). Der prachtvolle Figurenschmuck der Fassade ist ein Werk des Bildhauers Karl Menser (1872–1929). 1935 wurde das Gebäude zur Kaufmannstraße hin erweitert.
Nach Ende des Zweiten Weltkriegs war das Gebäude der Landwirtschaftskammer ab dem 4. Juni 1945 für kurze Zeit Sitz des  Oberpräsidiums für die Rheinlande, Hessen und die Saar, das noch im selben Monat aufgrund der Einrichtung der französischen Besatzungszone auf den Nordteil der vormaligen Rheinprovinz beschränkt und anschließend nach Düsseldorf verlegt wurde. Nach der Arbeitsaufnahme des Parlamentarischen Rates in Bonn im September 1948 mietete der Freistaat Bayern einige Räume des Gebäudes zur Unterbringung der Dienststelle Bonn der Bayerischen Staatskanzlei an. Sie wurde von Regierungsdirektor Hans Wutzlhofer geleitet und hatte die offizielle Aufgabe der Betreuung der bayerischen Abgeordneten im Parlamentarischen Rat. Die Dienststelle der Staatskanzlei wurde am 4. Juni 1949 aufgehoben, die Räume im Gebäude der Landwirtschaftskammer waren jedoch schon wenige Monate zuvor aufgegeben worden. Nach der Bestimmung Bonns zum vorläufigen Regierungssitz der Bundesrepublik Deutschland beheimatete das Gebäude von 1949 bis 1960 einen Teil des Bundesministeriums für Verkehr.
Nach der Fusion der Landwirtschaftskammern Rheinland und Westfalen-Lippe zur Landwirtschaftskammer Nordrhein-Westfalen im Jahre 2004 und dem anschließenden Umzug nach Münster Zentrum Nord erwarb der Bau- und Liegenschaftsbetrieb NRW das Gebäude. Er unterzog es bis 2009 einer umfangreichen Sanierung bei Kosten (einschließlich des Kaufs) von rund 24 Millionen Euro. Der Schriftzug Landwirtschaftskammer über dem Haupteingang blieb zwar erhalten, das Gebäude wird nun aber als Mathematikzentrum bezeichnet und beherbergt das Mathematische Institut sowie das Institut für Angewandte Mathematik der Universität Bonn.

## Architektur
Das Gebäude ist ein symmetrisch proportionierter Bau im Stil des wilhelminischen Barocks mit Jugendstilelementen. Die Gliederung der auffälligen Fassade erfolgt durch fünf unterschiedlich gestaltete Fensterreihen und sechs breite Pilaster im Bereich einer doppelt ausgeführten Freitreppe. Zu beiden Seiten des Portals befinden sich von Karl Menser geschaffene, überlebensgroße Skulpturen, die einen Balkon tragen.
Im Innenbereich des Gebäudes befindet sich ein sehenswertes, vollständig erhaltenes Jugendstil-Treppenhaus, mehrere Wandreliefs mit landwirtschaftlichen Motiven sowie farbige Glasfenster der Jugendstilepoche.

## Fotogalerie

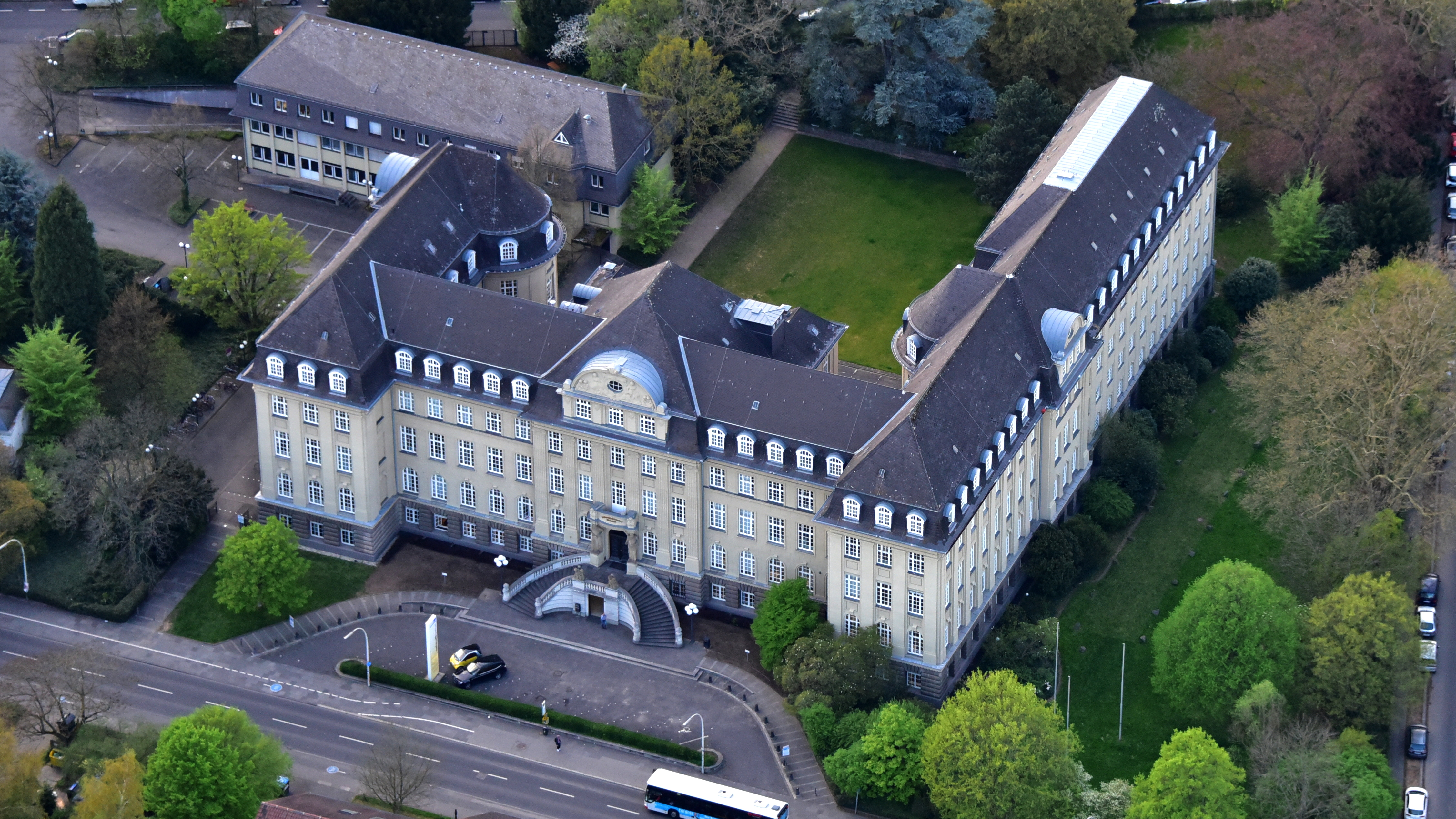
Luftaufnahme (2018)
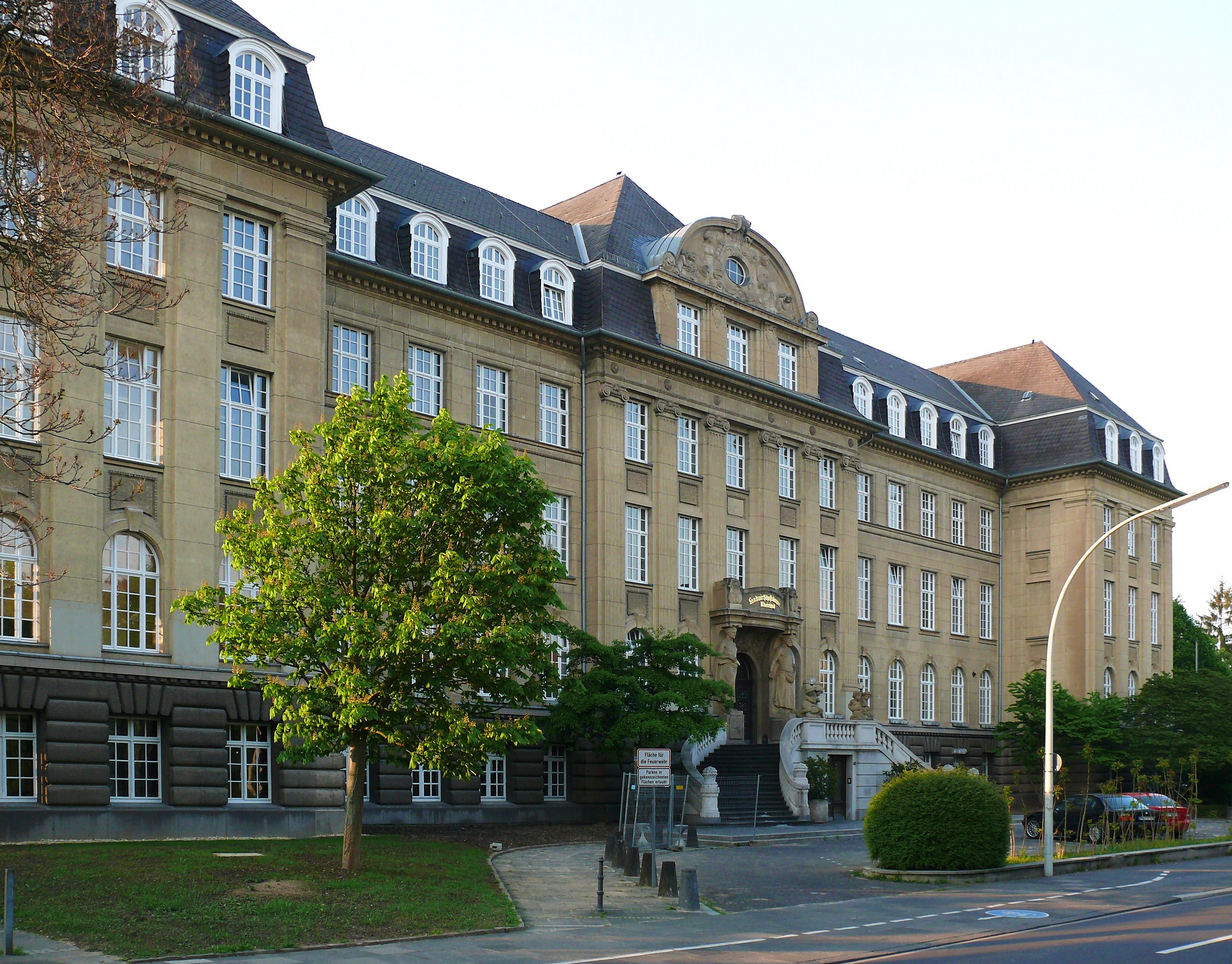
Gebäude der Landwirtschaftskammer Rheinland
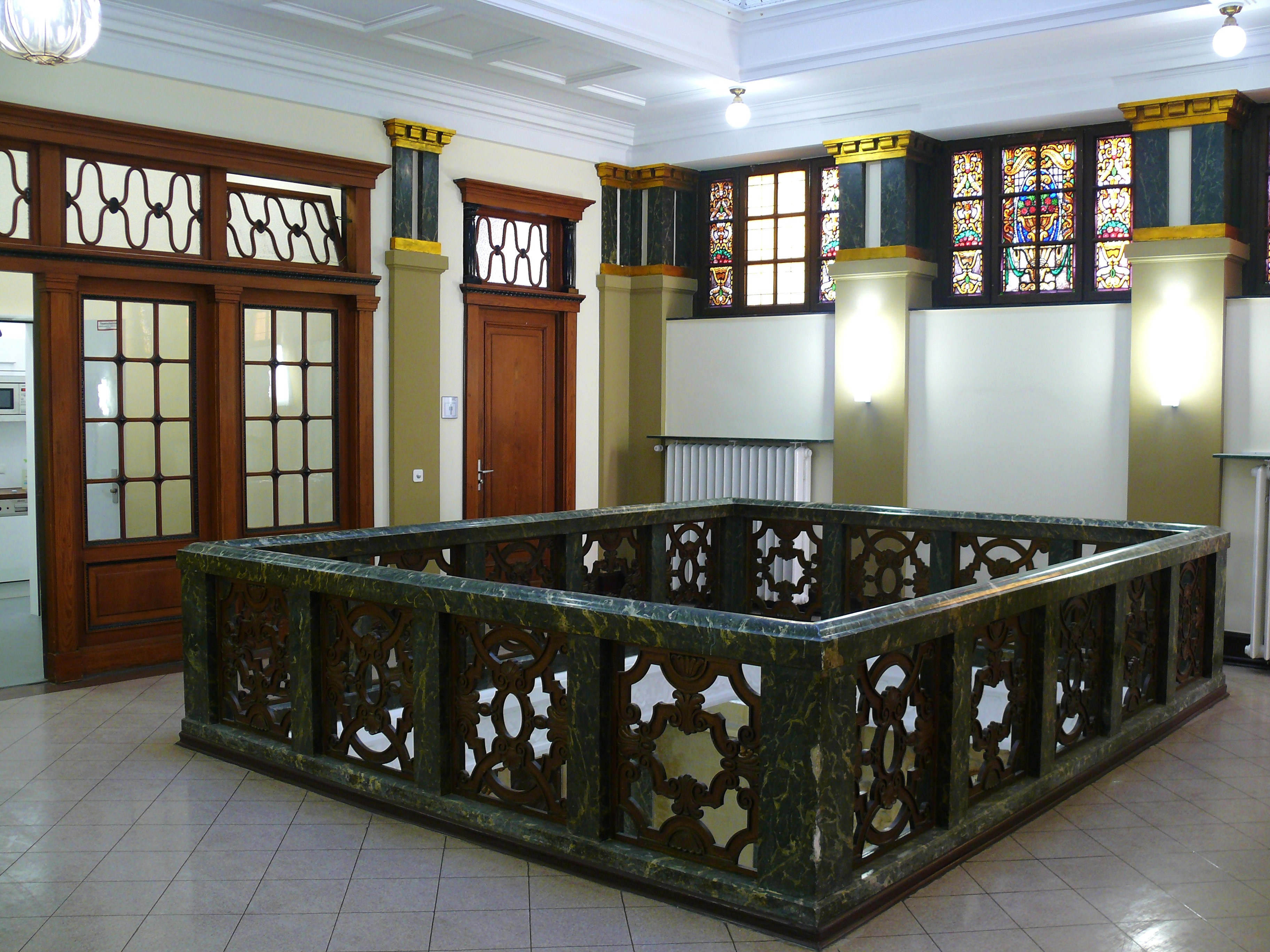
Jugendstil-Treppenhaus im Innenbereich
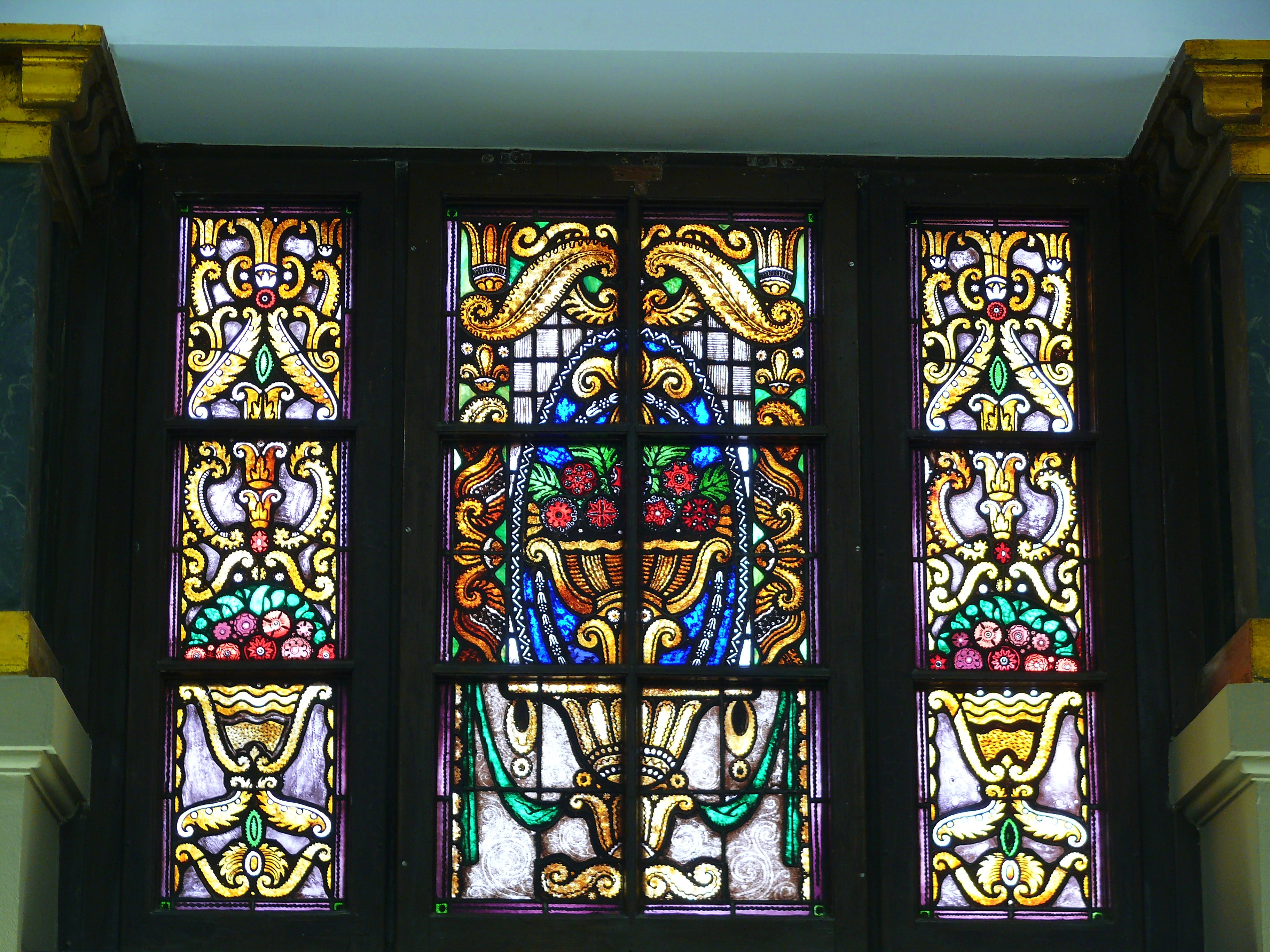
Treppenhausfenster
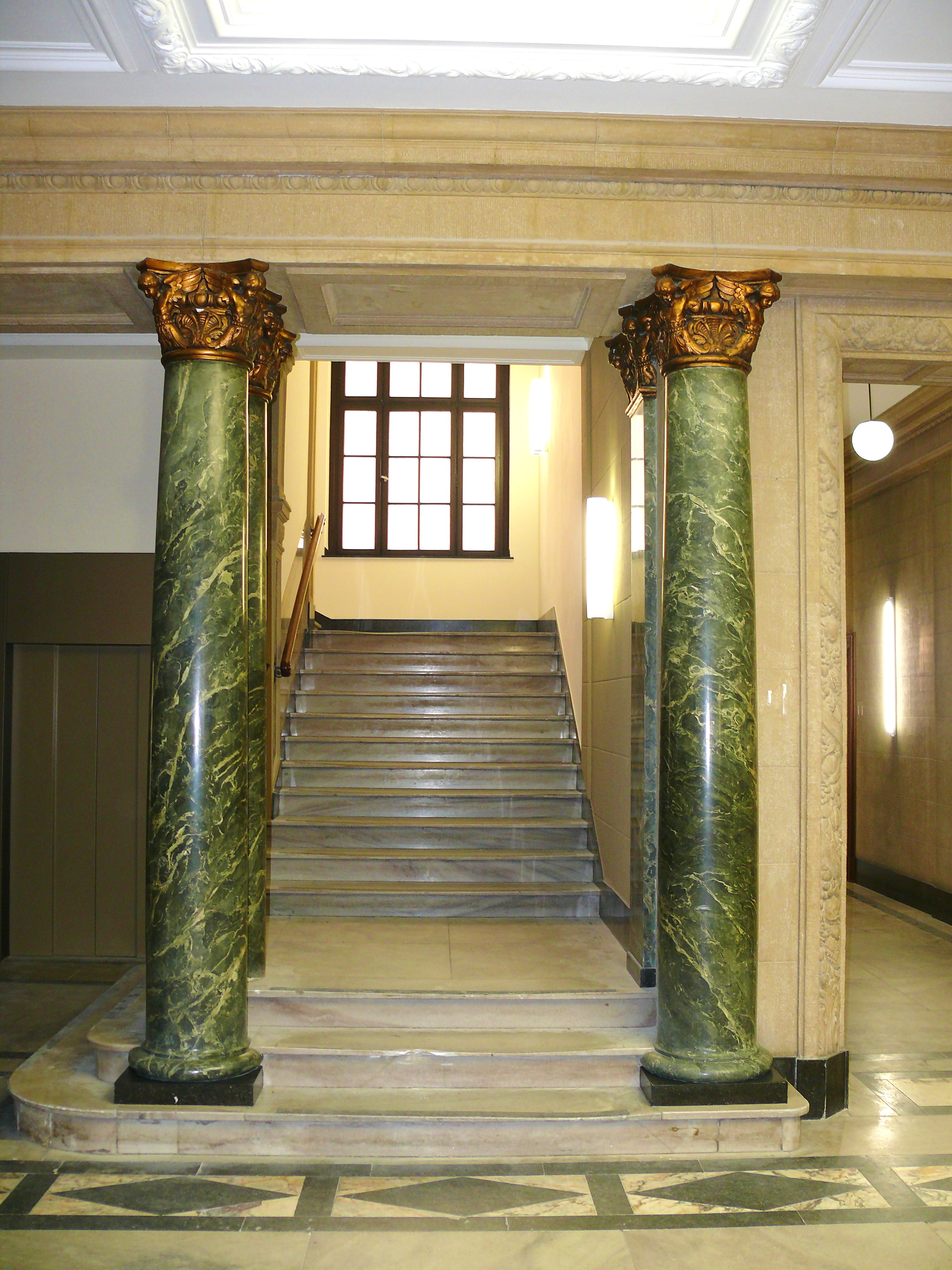
Treppenaufgang im Innenbereich
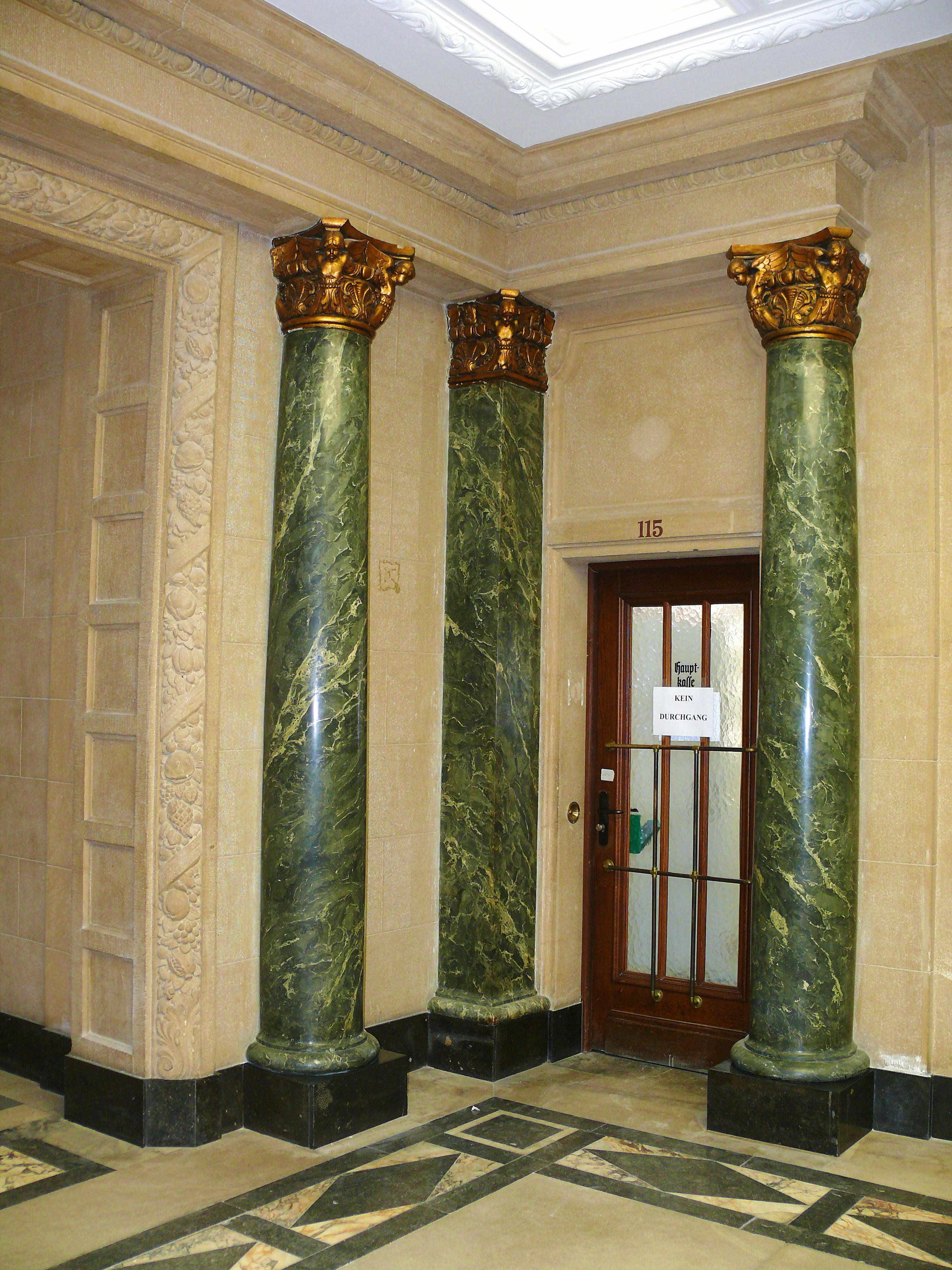
Marmorsäulen im Eingangsbereich
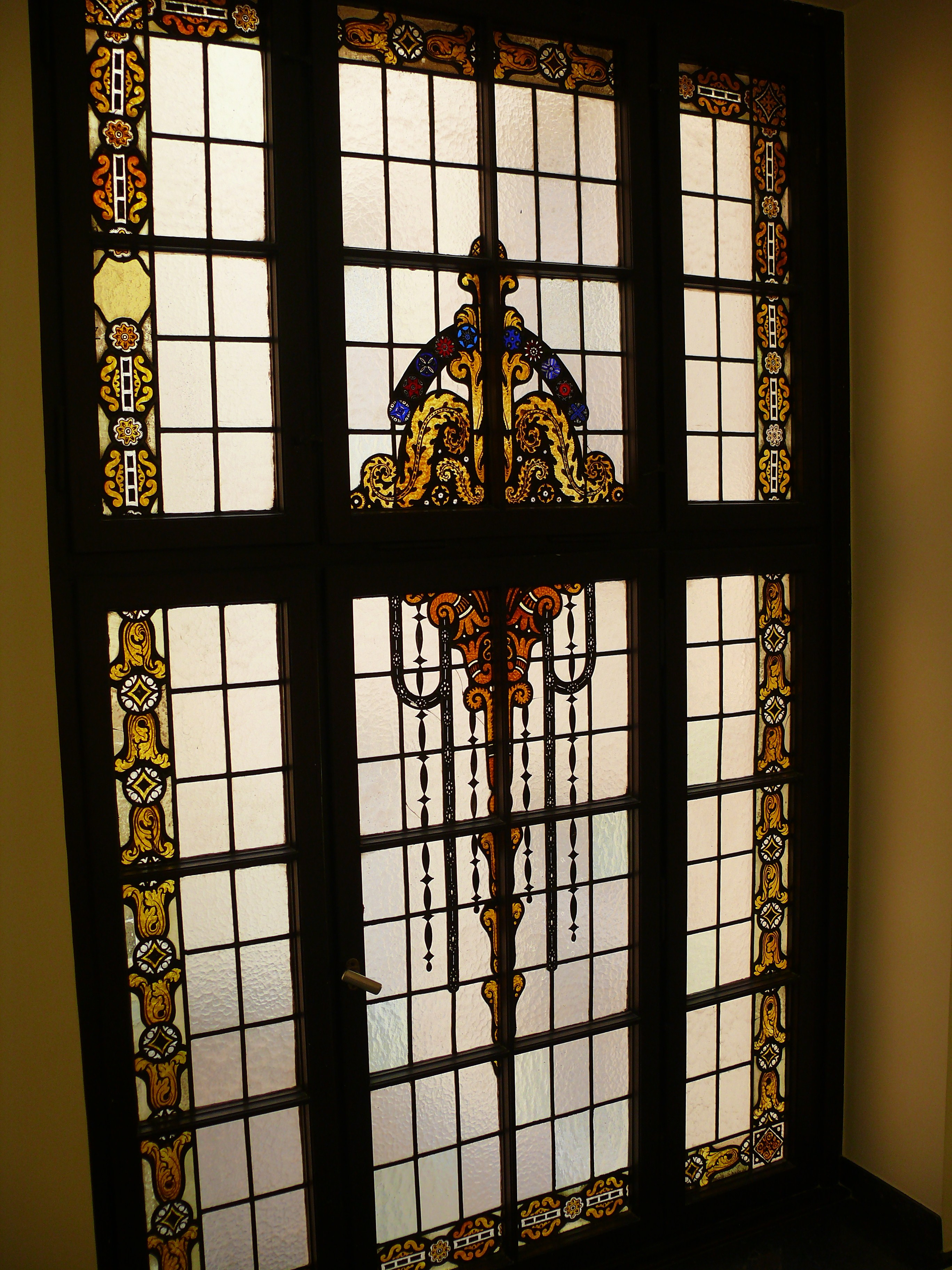
Treppenhausfenster
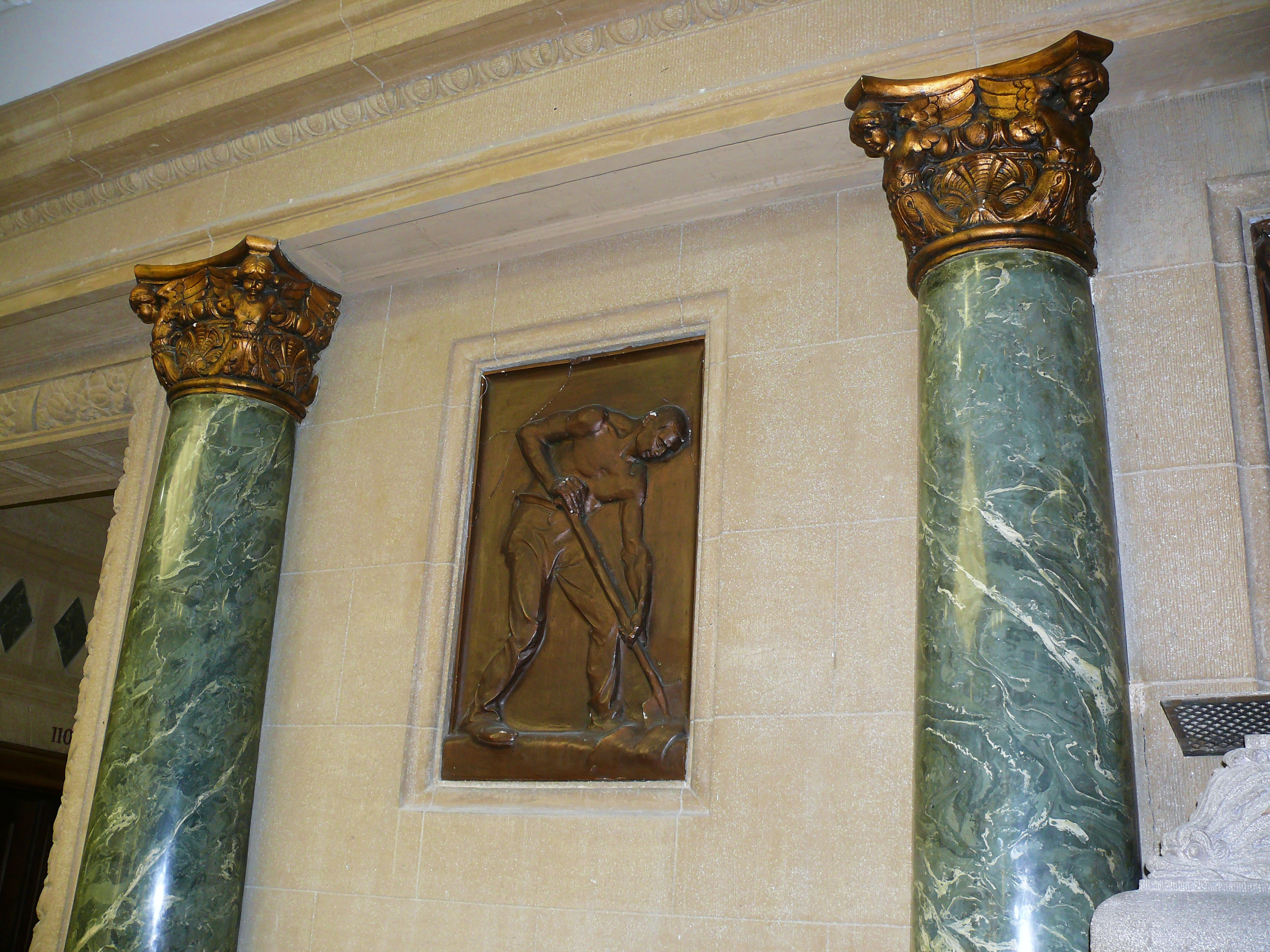
Wandrelief im Eingangsbereich
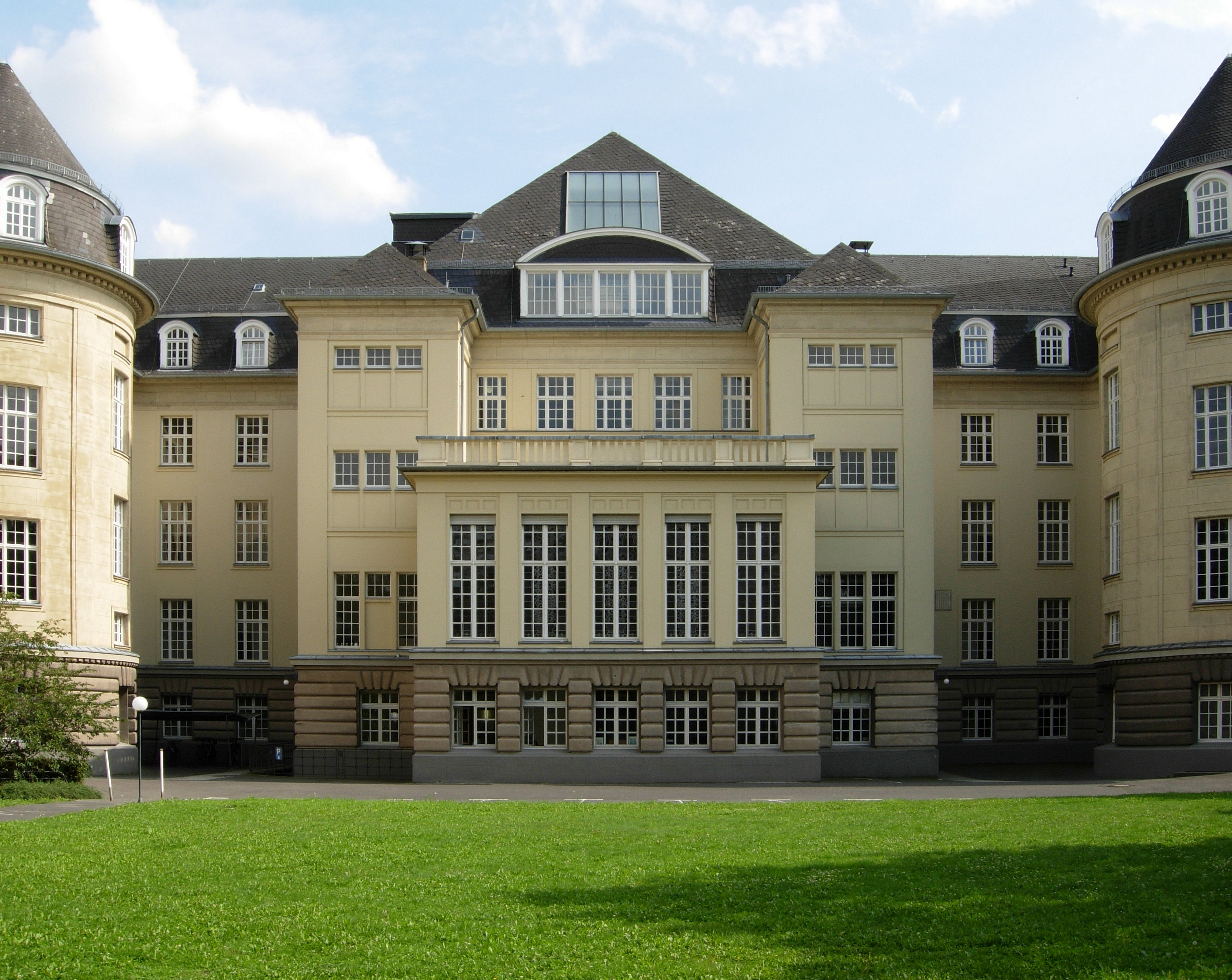
Hofseite